# Aconitum barbatum
Aconitum barbatum är en ranunkelväxtart som beskrevs av Christiaan Hendrik Persoon. Aconitum barbatum ingår i släktet stormhattar, och familjen ranunkelväxter.

## Underarter
Arten delas in i följande underarter:
- A. b. hispidum
- A. b. puberulum